# Истребитель шестого поколения
Истреби́тель шесто́го поколе́ния — разрабатываемое поколение истребителей.

## Требования к истребителю шестого поколения
Истребители шестого поколения будут отличаться от пятого следующими характеристиками:
- крайняя скрытность (улучшенная стелс-технология);
- эффективность во всех режимах полёта (от дозвуковой скорости до нескольких Махов);
- возможность изменения формы;
- "умное" покрытие;
- высокоинтегрированные сетевые возможности;
- датчики обнаружения противника повышенной чувствительности;
- пилотирование истребителя опционально;
- оружие направленной энергии (в ноябре 2013 года исследовательская лаборатория ВВС США (Air Force Research Laboratory, AFRL) выпустила запрос о предоставлении информации для создания лазерного оружия для истребителей шестого поколения в 2030-х годах)[2][3].

## Россия
В июне 2016 года глава дирекции программ военной авиации ОАК Владимир Михайлов заявил о разработке перспективного истребителя шестого поколения. К числу его характеристик относятся: гиперзвуковая скорость, сверхманёвренность, многофункциональность, стелс-технологии, использование композитных материалов в строительстве.
Создание радиофотонных РЛС для российских истребителей шестого поколения было завершено в начале 2020-х годов. Отдельные бортовые системы для будущего российского боевого самолёта шестого поколения испытываются на истребителе Су-57. Сам истребитель шестого поколения будет в базовом варианте беспилотным и только опционально — пилотируемым.
Первым в России боевым самолетом шестого поколения станет перехватчик МиГ-41. Он разрабатывается в рамках проекта перспективного авиакомплекса дальнего перехвата (ПАК ДП).

## Китай
На авиасалоне Чжухай-2024 был представлен макет концепта истребителя шестого поколения «Белый император» (Baidi B-Type).
«Белый император» — часть проекта «Наньтянь», исследовательской инициативы по разработке концепта истребителя для работы в атмосфере Земли и за её пределами.
Проект курируется государственной корпорацией авиационной промышленности Китая (AVIC).

## Европа
«Tempest» (рабочее название) — европейский многоцелевой истребитель шестого поколения; над проектом по созданию работают компании из Германии, Франции, Британии, Италии, Швеции. Общая группа разработчиков получила название Team Tempest; демонстратор технологий будет создан к 2025 году, а прототип появится к 2030 году.
Макет перспективного европейского авиакомплекса шестого поколения FCAS/SCAF (Future Combat Air System) представлен на авиасалоне в Ле-Бурже 2023 г.

## США
NGAD (Next-Generation Air Dominance) совместный проект ВВС США и авиастроительных компаний США по созданию истребителя шестого поколения. 21 марта 2025 года президент США Дональд Трамп объявил о заключении контракта с компанией Boeing на разработку и серийную постройку пилотируемого истребителя шестого поколения F-47. 
F-47 будет иметь бесхвостую обтекаемую треугольную форму фюзеляжа и специальное покрытие корпуса, что делает его обнаружение классическими радарами почти невозможным. Истребитель может развивать скорость свыше двух махов. Другой важной особенностью самолета станет то, что он будет в состоянии действовать в качестве центральной пилотируемой платформы совместно с целым рядом беспилотных летательных аппаратов, которые должны будут содействовать ему в выполнении задач.